# Печериця лісова

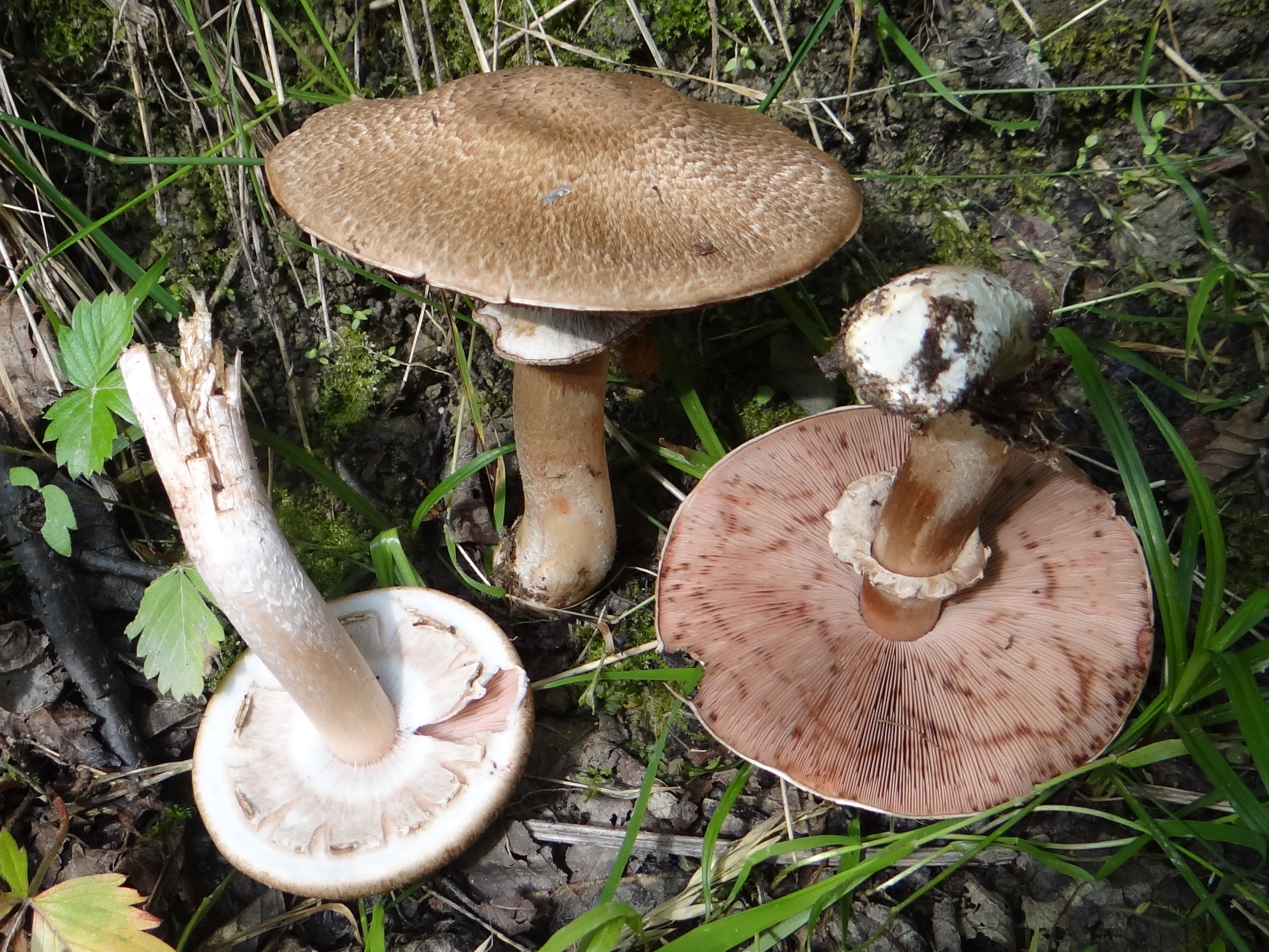

Печери́ця лісова́ (Agaricus silvaticus (Schaeff.)) — вид грибів роду печериця (Agaricus). Гриб вперше класифіковано у 1774 році.

## Будова
У печериці лісової шапинка буро-коричнева діаметром до 10 см. У молодих плодових тіл вона яйцеподібна або дзвоникоподібної форми, у дорослих — плоско розпростерта, на верхівці виділяється горбик. Є ледь помітні дрібні бурі луски.
Споровий порошок коричнево-шоколадного кольору. Спори 4,5-9,3 х 3-5,  мкм, яйцеподібної форми, гладкі.
М'якоть біла, з м'яким смаком, при ушкодженні чи розрізанні набуває червонуватого кольору
Ніжка завдовжки до 11 см, завширшки до 1,5 см, вона у молодих плодових тіл біла, а в дорослих частіше брудно-біла. Зовнішньо схожа на булаву, є вузьке кільце, яке у дорослих лісових печериць частенько зникає.

## Поширення та середовище існування
Зустрічається у хвойних, а також мішаних і листяних лісах групами, з липня по жовтень. Поширена по всій Україні.

## Практичне використання
Печериця лісова досить відомий їстівний гриб, який можна вживати у свіжому вигляді. Хоча рекомендується короткотривале відварювання. Смажать, маринують